# Carolina Pepoli
Carolina Pepoli, nota anche come Carolina Pepoli Tattini (Bologna, 21 agosto 1824 – Bologna, 23 agosto 1892), è stata una nobile, attivista e politica italiana, considerata una delle figure di riferimento a Bologna per il supporto alla causa liberale prima e dopo l'Unità d'Italia.

## Biografia
Carolina Pepoli nasce a Bologna il 21 agosto 1824, figlia del marchese Taddeo Pepoli e della principessa Letizia Murat, nota salottiera che riceve in via Castiglione per fare conversazione o organizza cene, feste e concerti, in cui Carolina "apprende a stare in società" e a volte si esibisce, essendo dotata musicalmente.
Nel 1845 sposa il conte Angelo Tattini (1823-1878) da cui ha tre figli: Laetizia o Letizia (1846-1924, futura sposa di Francesco Isolani-Lupari), Giovanni Gioacchino (1846-1877) e Napoleone (1849-1870), e si trasferisce nel palazzo di via Santo Stefano, che diviene ben presto un luogo di ritrovo dell'élite liberale cittadina. 
In primavera e autunno, invece, i Tattini ricevono gli ospiti nella villa fuori Porta Castiglione, detta Villa Tattini o Villa Letizia, alla Quaderna.
Donna di grande cultura, spesso in viaggio e aperta al nuovo come la nonna Carolina Bonaparte, segue attentamente la politica e gli avvenimenti internazionali. Si interessa fin da giovane della situazione politica locale e nazionale, contribuendo attivamente al dibattito sulla causa italiana; non è favorevole al mazzinianesimo né ai moti rivoluzionari, e in un primo tempo si entusiasma per la salita al soglio pontificio e alle promesse liberali di Pio IX.

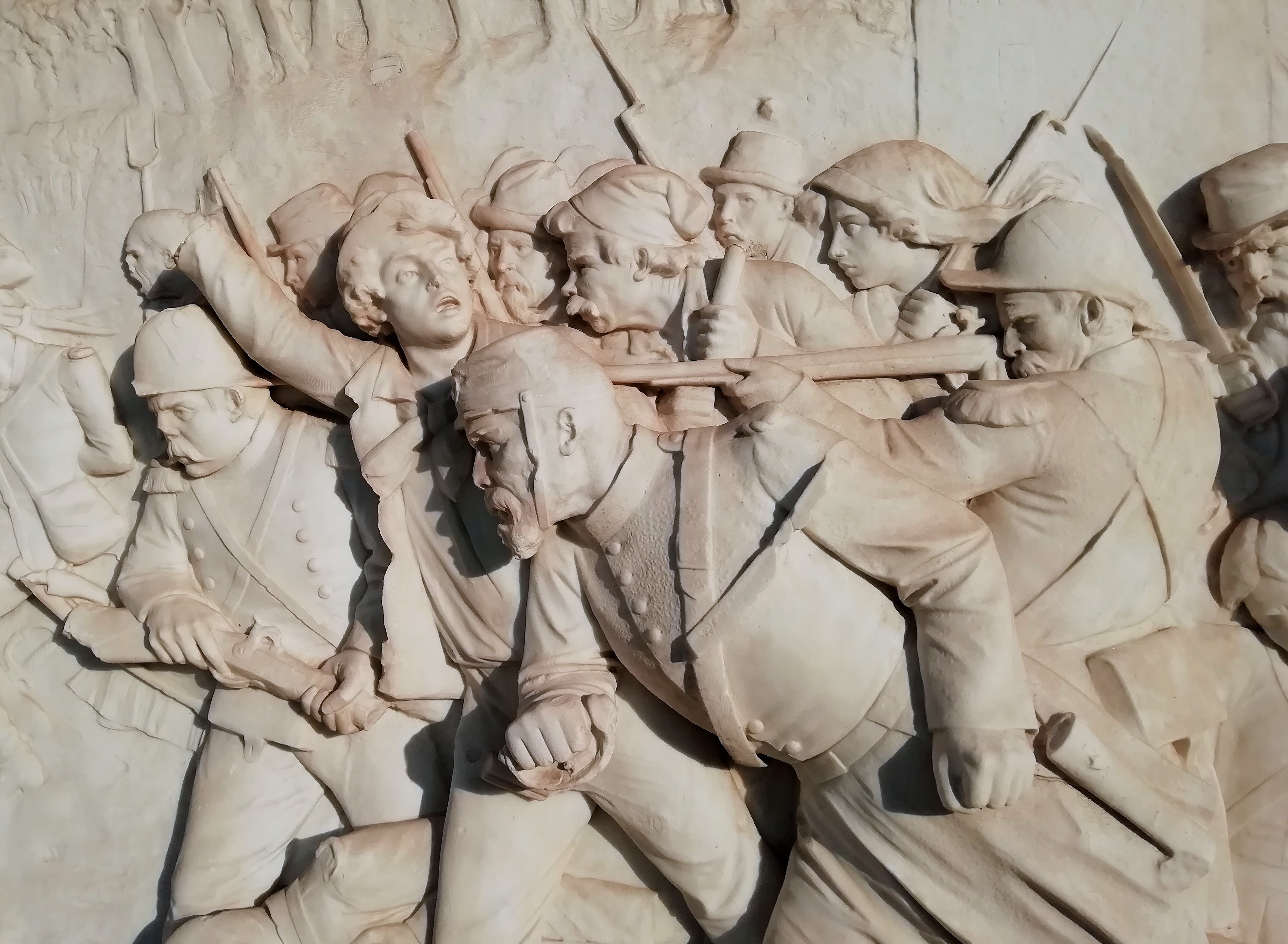
Nel bassorilievo La cacciata degli Austriaci sulla scalinata del Pincio, dedicato alla battaglia dell'8 agosto 1848, Tullo Golfarelli evidenzia il ruolo delle donne

La giovane contessa, che si definisce donna di fatti e non di parole, partecipa in prima persona, insieme al fratello minore Gioacchino Napoleone Pepoli e a molte popolane, alla battaglia dell'8 agosto 1848 contro gli austriaci che avevano occupato la città: durante i combattimenti Carolina si prodiga nell'assistenza ai feriti, si occupa della confezione di divise e bandiere, e arriva a scendere nelle piazze insieme al popolo armato.
Inoltre apre una sottoscrizione per soccorrere le famiglie dei combattenti più poveri, si muove da sola, nonostante la presenza per le strade di bande di avventurieri in cerca di armi.
Nei giorni successivi alla battaglia riconosce il ruolo del popolino bolognese: 
Dopo la caduta della Repubblica Romana nel 1849, delusa per il voltafaccia di Pio IX, la Pepoli Tattini sceglie di appoggiare la causa sabauda e le idee liberali sostenendo le politiche di Minghetti e Cavour e criticando la politica del cugino Luigi Napoleone Bonaparte, alla quale presta comunque grande attenzione.
Carolina Pepoli accoglie nel suo palazzo di via Santo Stefano molti dei protagonisti del Risorgimento, da Bixio a Minghetti, da Farini a d'Azeglio: il suo è un salotto politico. Sarà in corrispondenza con Cavour.
Ospita Giuseppe Garibaldi nella quiete di Villa Tattini, ai piedi dei colli, nel luogo chiamato "Coffee-House", dominante l'incrocio tra via Castiglione e via Sabbioni. Qui nell'estate del 1859 il generale, allora comandante dell'Armata emiliana, viene tutte le sere a prendere il the e rimane affascinato da Paolina, sorella di Carolina e vedova Zucchini. L'albero che copre le loro conversazioni - abbattuto nel 1929 da un fulmine - sarà per tutti da allora "l'alber ed Garibéldi".
Nel periodo postunitario, probabilmente anche a causa dei numerosi lutti familiari - le morirono i due figli e il marito - Carolina Tattini si allontana dalla politica attiva, pur mantenendo sempre vivo il suo interesse per l'impegno sociale; nel 1880, infatti, è tra le fautrici della costituzione di un'autonoma Società operaia femminile, attiva già dal 1875 come sezione all'interno della Società maschile. Nel 1888, in occasione delle celebrazioni dell'ottavo centenario dell'Università degli Studi di Bologna, presiede il comitato di accoglienza delle 72 signore bolognesi che offrono in dono all'ateneo il Gonfalone ideato da Alfredo Tartarini e tuttora conservato presso il Rettorato in Palazzo Poggi.
Sarà anche tra i fondatori della "Società per il risanamento e la costruzione di case per gli operai" e viene nominata vicepresidente della sezione femminile della Croce Rossa.

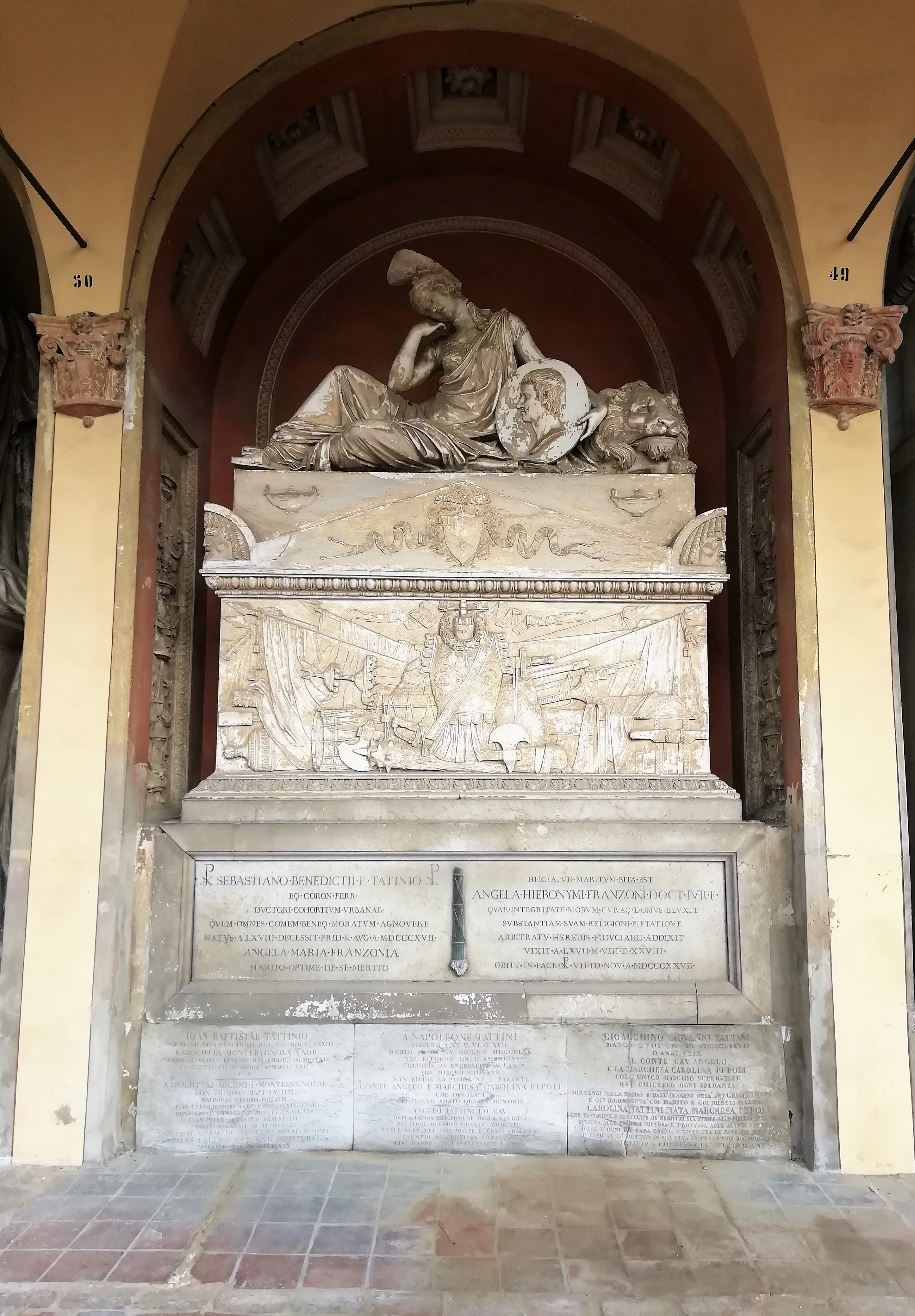
Il monumento a Sebastiano Tattini, nel Chiostro III della Certosa di Bologna.

Carolina Pepoli Tattini si spegne a sessantotto anni a Bologna il 23 agosto 1892. È sepolta nella tomba monumentale di famiglia di Sebastiano Tattini, opera di Ignazio Sarti, nel Chiostro III del cimitero monumentale della Certosa di Bologna.

## Archivio
Il Fondo documentario Carolina Tattini Pepoli, conservato presso la biblioteca del Museo civico del Risorgimento, a Bologna, contiene la corrispondenza prodotta dal 1845 al 1881 tra i membri della famiglia Pepoli Tattini e il fiorentino Giuseppe Pelli Fabbroni. Delle 373 lettere conservate, una parte rilevante è data dagli scambi epistolari di quest'ultimo con Carolina Tattini Pepoli..